# Припек (Кырджалийская область)
Припек (болг. Припек) — село в Болгарии. Находится в Кырджалийской области, входит в общину Джебел. Население составляет 871 человек.

## Политическая ситуация
В местном кметстве Припек, в состав которого входит Припек, должность кмета (старосты) исполняет Стефан Джуванов ()) по результатам выборов правления кметства.
Кмет (мэр) общины Джебел — Бахри Реджеб Юмер (Движение за права и свободы (ДПС)) по результатам выборов в правление общины.